# 豆汁麵

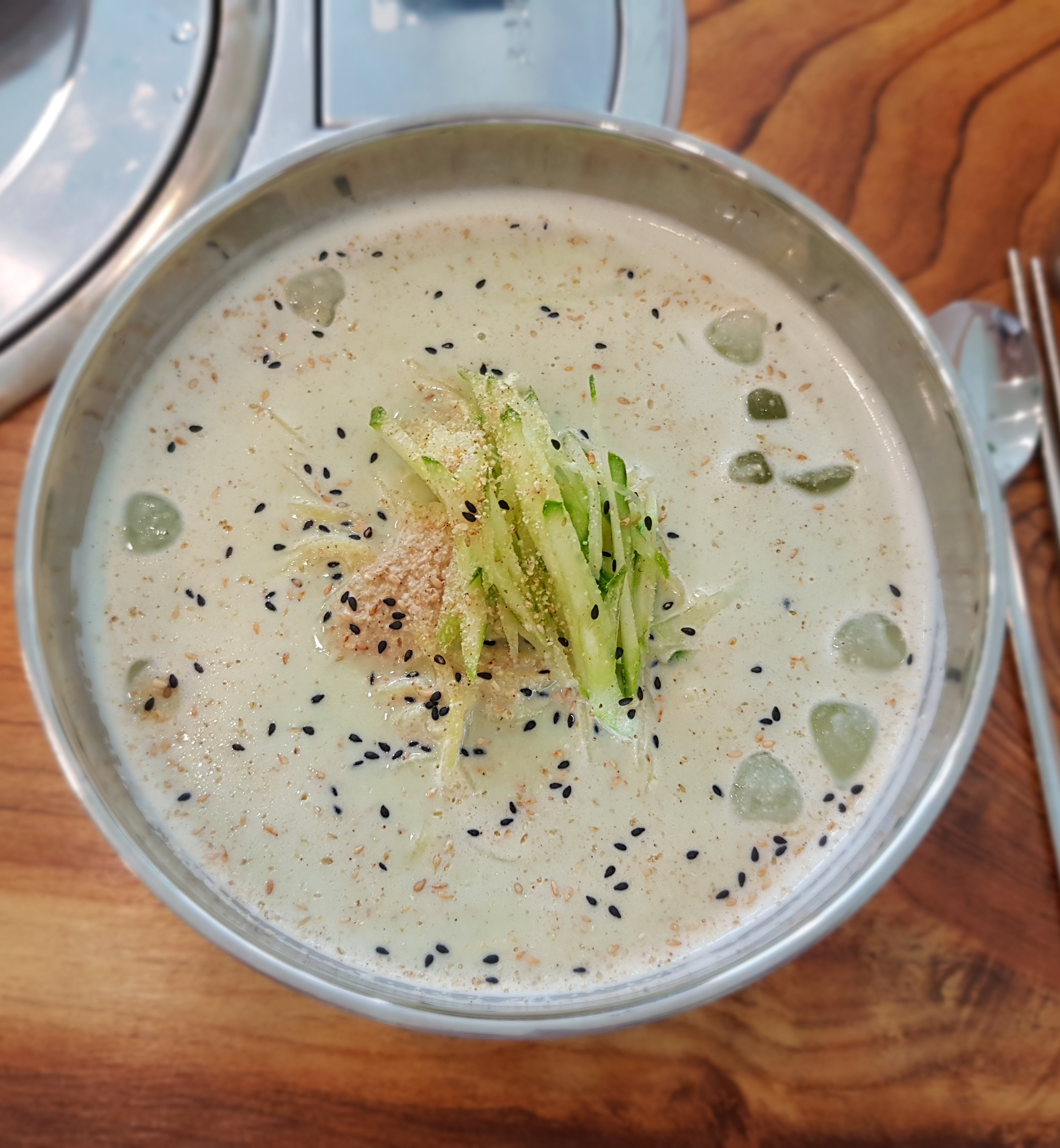
豆汁麵

豆汁麵 ，又译豆漿麵、豆漿冷麵，是一种韩国麵食，通常在夏季食用。将面条煮熟后冷却并去掉汤，浇上豆汁作为汤汁，再加上番茄、黄瓜和黑芝麻即可制成豆汁麵。韩国部分地区的人还会额外加上糖或盐调味。